# Kuwait ai Giochi olimpici
Il Kuwait ha partecipato per la prima volta ai Giochi olimpici nel 1948, ma non ha mai preso parte ai Giochi olimpici invernali.
Gli atleti kuwaitiani hanno vinto tre medaglie di bronzo, tutte nel tiro a volo: una con Abdullah Al-Rashidi e due con Fehaid Al Deehani. Quest'ultimo, peraltro, ha conquistato una medaglia d'oro a Rio de Janeiro 2016, ma in quell'occasione gareggiando sotto la bandiera degli Atleti Olimpici Indipendenti perché il Comitato Olimpico del Kuwait era stato sospeso dal Comitato Olimpico Internazionale per quell'edizione dei Giochi.
Il Comitato Olimpico del Kuwait, creato nel 1957, venne riconosciuto dal CIO nel 1966.

## Medaglieri

### Medaglie alle Olimpiadi estive
| Giochi                 | Oro              | Argento          | Bronzo           | Totale           |
| ---------------------- | ---------------- | ---------------- | ---------------- | ---------------- |
| 1968 Città del Messico | 0                | 0                | 0                | 0                |
| 1972 Monaco            | 0                | 0                | 0                | 0                |
| 1976 Montreal          | 0                | 0                | 0                | 0                |
| 1980 Mosca             | 0                | 0                | 0                | 0                |
| 1984 Los Angeles       | 0                | 0                | 0                | 0                |
| 1988 Seul              | 0                | 0                | 0                | 0                |
| 1992 Barcellona        | 0                | 0                | 0                | 0                |
| 1996 Atlanta           | 0                | 0                | 0                | 0                |
| 2000 Sydney            | 0                | 0                | 1                | 1                |
| 2004 Atene             | 0                | 0                | 0                | 0                |
| 2008 Pechino           | 0                | 0                | 0                | 0                |
| 2012 Londra            | 0                | 0                | 1                | 1                |
| 2016 Rio de Janeiro    | non partecipante | non partecipante | non partecipante | non partecipante |
| 2020 Tokyo             | 0                | 0                | 1                | 1                |
| 2024 Parigi            | 0                | 0                | 0                | 0                |
| Totale                 | 0                | 0                | 3                | 3                |

### Medagliati
| Medaglia | Atleta              | Edizione    | Sport | Evento                |
| -------- | ------------------- | ----------- | ----- | --------------------- |
| Bronzo   | Fehaid Al Deehani   | Sydney 2000 | Tiro  | Doppia fossa olimpica |
| Bronzo   | Fehaid Al Deehani   | Londra 2012 | Tiro  | Fossa olimpica        |
| Bronzo   | Abdullah Al-Rashidi | Tokyo 2020  | Tiro  | Skeet                 |